# Cénacle de Tübingen
On appelle Cénacle de Tübingen, ou Cercle de Tübingen, un groupe d'humanistes, de théologiens luthériens, et de juristes, formé à Tübingen en duché de Wurtemberg au début du XVIIe siècle. C'est au sein de ce groupe qu'auraient été rédigés  les manifestes de l'ordre de la Rose-Croix qui furent publiés en 1614 et 1615.
Johann Valentin Andreae reconnait en tout cas avoir écrit un des trois manifestes, à savoir les Noces Chymiques de Christian Rosenkreutz.

## Johann Valentin Andreae
1586-1654

## Christoph Besold

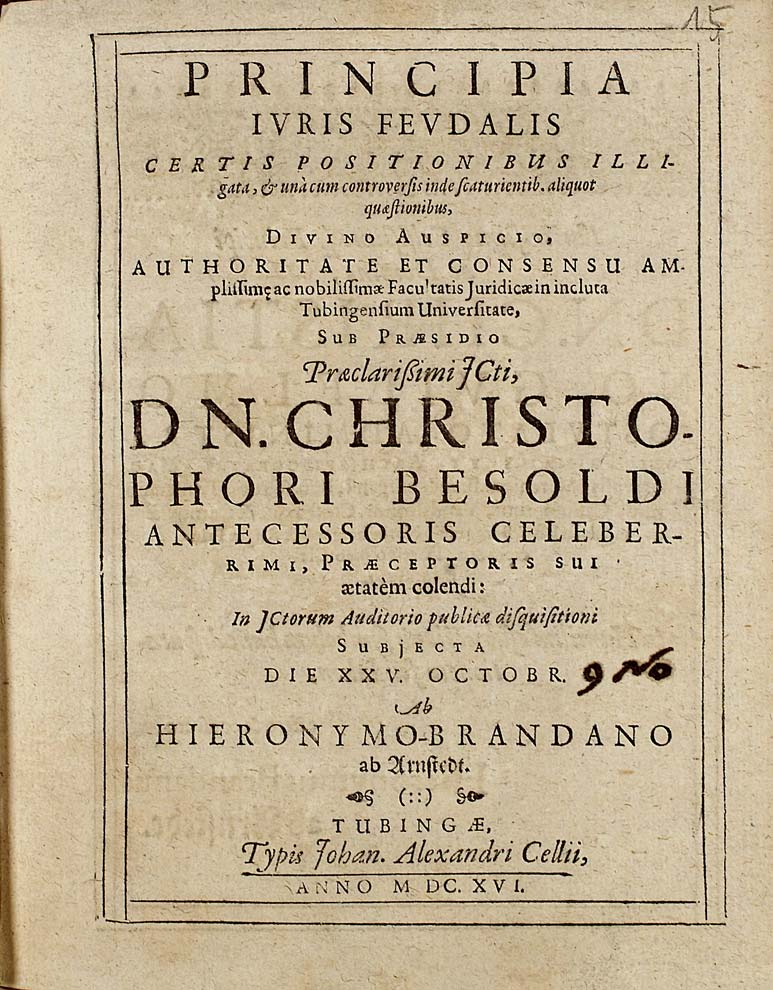
Page de titre des Principia Iuris Feudalis de Christoph Besold (Tübingen 1616).

Christoph Besold (22. septembre 1577 à Tübingen; † 15. septembre 1638 à Ingolstadt) est un juriste. Il se convertit en 1630 au catholicisme. Esprit encyclopédique, auteur d'ouvrages politiques, historiques et mystiques, connaissant l'hébreu et l'arabe, il fut professeur de droit à l'université de Tübingen en 1610 et conseiller du prince Jean-Frédéric de Wurtemberg.

## Tobias Hess
(1558-1614)
il fut juriste, médecin et théologien. Intéressé par la kabbale, et les idées de Paracelse, il est considéré comme un « prince de l'utopie » et un organisateur de sociétés secrètes. Il rencontre Andreae en 1608, qui lui consacrera deux textes après sa mort en 1614.

## Wilhelm Wense
Gentilhomme, poète et voyageur (1586-1641), il séjourne à Tübingen en 1612-1613, avant de partir en Italie. Il fait se rencontrer Andreae et Tobias Adami.

## Tobias Adami
(* 30 août 1581 Werda, Vogtland; † 29 novembre 1643, Weimar)
Il fut membre de la Société des fructifiants (Fruchtbringenden Gesellschaft), la plus importante des sociétés littéraires allemandes du XVIIe siècle. Il fut un disciple et le traducteur de Tommaso Campanella.

## Johann Arndt

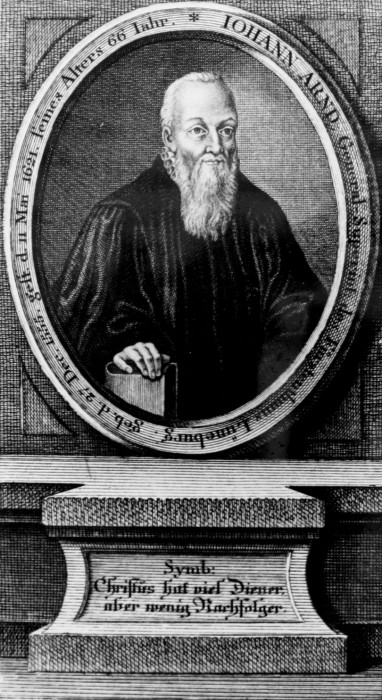
Johann Arndt

Johann Arndt (* 27 décembre 1555, Ballenstedt am Harz; † 11 mai 1621,  Celle)